# ميغيل دي باريوس
ميغيل دي باريوس (بالإسبانية: Miguel de Barrios)‏ هو مؤرخ وكاتب وشاعر إسباني، ولد في 3 نوفمبر 1635 في مونتيلا في إسبانيا، وتوفي في 6 أكتوبر 1701 في أمستردام في هولندا.